# Actinotus
Actinotus là chi thực vật có hoa trong họ Apiaceae.
Chi có quan hệ gần nhất của chi này là Apiopetalum từ New Caledonia.

## Các loài
Chi này có các loài:
- Actinotus bellidioides (Hook.f.) Benth.
- Actinotus forsythii Maiden & Betche
- Actinotus gibbonsii F.Muell.
- Actinotus glomeratus Benth.
- Actinotus helianthi Labill.
- Actinotus humilis (F.Muell. & Tate) Domin
- Actinotus leucocephalus Benth.
- Actinotus minor (Sm.) DC.
- Actinotus moorei F.Muell. ex Rodway
- Actinotus omnifertilis (F.Muell.) Benth.
- Actinotus paddisonii R.T.Baker
- Actinotus rhomboideus (Turcz.) Benth.
- Actinotus schwarzii F.Muell.
- Actinotus suffocatus (Hook.f.) Rodway
- Actinotus superbus O.H.Sarg.

## Hình ảnh

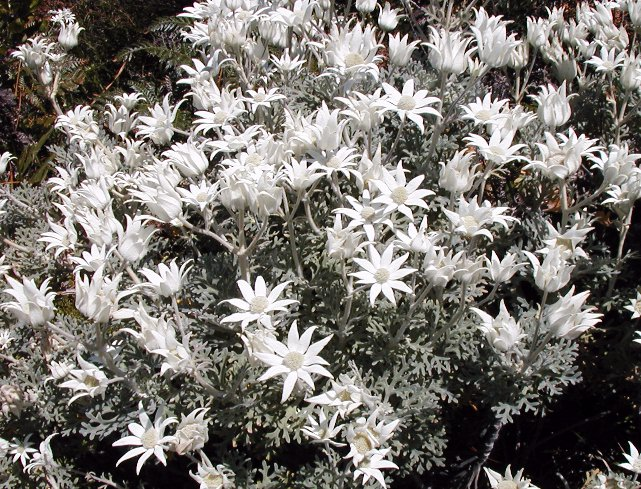